# Mithymna
Mithymna (Grieks: Μήθυμνα) is een deelgemeente (dimotiki enotita) van de fusiegemeente (dimos) Lesbos, in de Griekse bestuurlijke regio (periferia) Noord-Egeïsche Eilanden.
Het grenst aan twee andere deelgemeenten, te weten: in het zuidoosten Petra, in het zuidwesten Mandamados. Het hoogste punt is de top van de Lepetymnos met 935 meter.
De naam Molyvos werd gebruikt tijdens het Ottomaans bewind. Dat is de reden dat de bewoners van Lesbos deze naam liever niet gebruiken. Vermoedelijk omdat Molyvos makkelijker in ‘ons’ gehoor ligt, wordt het in alle reisfolders gebruikt.

## Geschiedenis
De mythologie:
De Pelasgen worden gezien als de eerste bewoners van Lesbos met koning Makara en zijn vijf dochters Mytilini, Mithymna, Antissa, Arisvi en Aressos. De held Thessalus trouwde met dochter Mithymna en hij gaf de stad de naam van zijn vrouw. Naar aanleiding van deze mythe werden hiervan afbeeldingen gebruikt op de eigen munten (circa 4e eeuw vC).
Mithymna wordt ook genoemd als de geboortestad van de beroemde Griekse dichter en zanger Arion van Lesbos
De stad zou gesticht zijn tussen 1140 en 1053 voor Christus. Vanaf de 8e eeuw voor Christus was dit reeds een van de machtigste steden op Lesbos.
De Ottomanen bezette de stad in 1462 en noemden deze ‘Molivo’. Na de nederlaag van de eerste Balkanoorlog (1913) kwam de stad na ruim 450 jaar onderdrukking in 1914 vrij.

## Plaatsen in de deelgemeente Mithymna
De deelgemeente Mithymna heeft 4 plaatsen volgens onderstaande tabel
| Naam plaats | Griekse spelling | inwoners 2001 | ligging                |
| ----------- | ---------------- | ------------- | ---------------------- |
| Mithymna    | Μηθύμνα          | 1.667         | 39° 22′ NB, 26° 11′ OL |
| Argenos     | Αργένος          | 240           | 39° 22′ NB, 26° 15′ OL |
| Lepetymnos  | Λεπετύμνος       | 155           | 39° 22′ NB, 26° 16′ OL |
| Sikaminia   | Συκαμινεά        | 371           | 39° 22′ NB, 26° 18′ OL |
|             | totaal           | 2.433         |                        |

## Bijzonderheden

### Mithymna (stad)

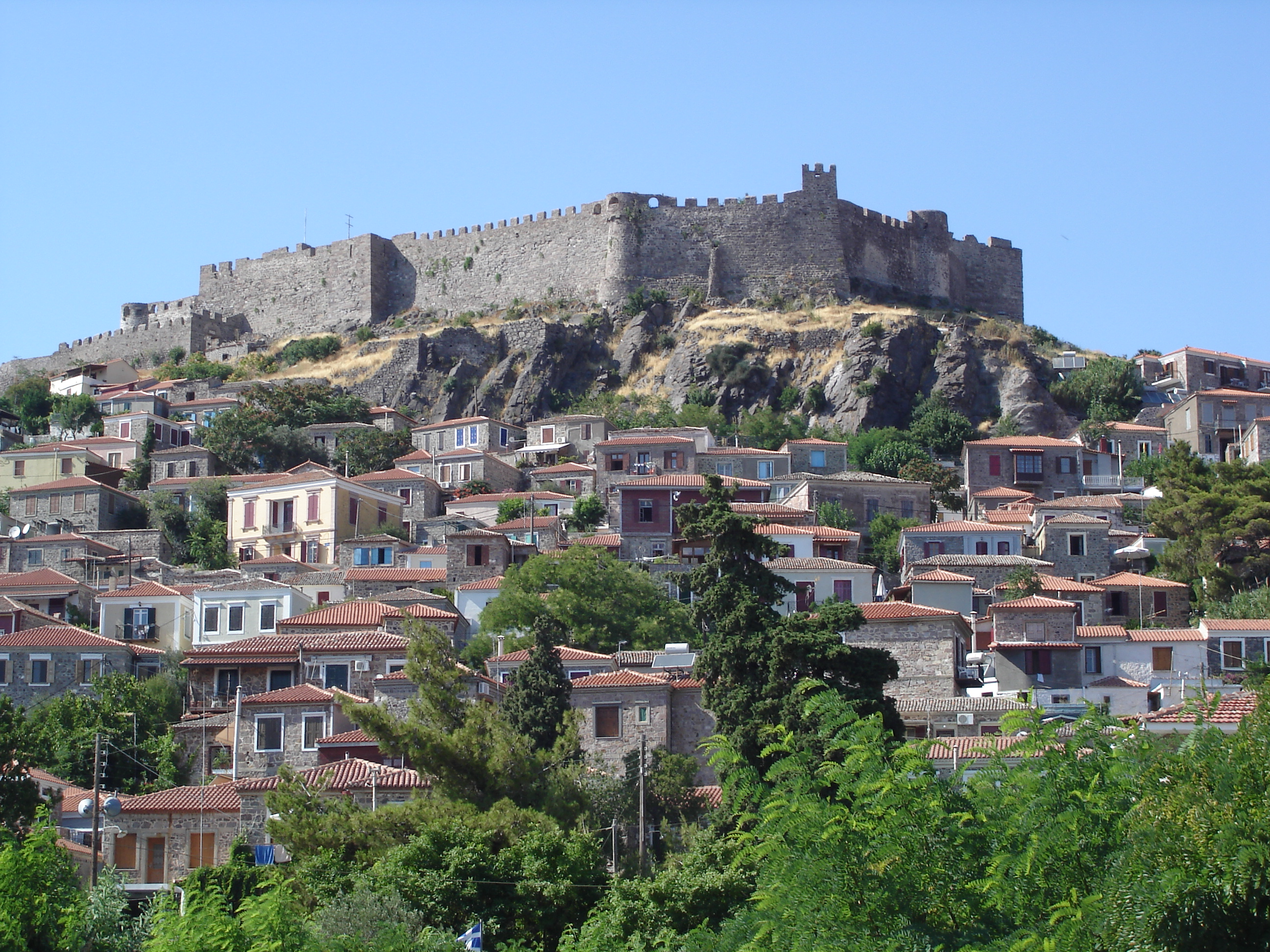
zicht op Molivos

Opvallend in deze stad zijn de stenen huizen. Een gemeenteverordening schrijft voor dat alle huizen van natuursteen brokken moeten worden gebouwd om het authentieke karakter te behouden. Het stadje is tegen de hellingen van een heuvel gebouwd en heeft steile en nauwe straatjes die niet toegankelijk zijn voor het verkeer. Vanaf 2008 is er begonnen de ontsierende bovengrondse elektriciteitsdraden onder de grond te leggen. Er is een vissershaventje met daaromheen veel horeca. In de zomermaanden verhuren veel Griekse inwoners van de stad hun huizen aan toeristen. Door de kleinschaligheid is deze plaats erg gewild door toeristen.
- Burcht[5]

De oorspronkelijke burcht zou zijn veroverd door Achilles tijdens de Trojaanse Oorlog (12e of 13e eeuw vC). De burcht is waarschijnlijk pas herbouwd na het midden van de 13e eeuw door de Byzantijnen als verdediging tegen Franken en de Turken. Later werd het kasteel gerenoveerd door Francesco Gattelusis die afkomstig was uit Genua. Gattelusius trouwde hier de dochter van de Byzantijnse keizer Johannes Paliologos.
In de omgeving van Mythimna worden nog steeds resten gevonden van de polygonale ommuringen.
- Efthalou (Ευθαλού)

..

### Sykaminia
- Skala Sykamineas

..